# Porphyridiophyceae
Porphyridiophyceae är en klass rödalger innehållandes den enda ordningen Porphyridiales. Alla arter är encelliga. Vissa släkten, såsom Flintiella, innehåller den lätta kolhydraten floridosid.

## Familjer och släkten
- Familj Phragmonemataceae
  - Släkte Glauconema
  - Släkte Kneuckeria
  - Släkte Kyliniella
  - Släkte Phragmonema
- Familj Porphyridiaceae
  - Släkte Chaos
  - Släkte Erythrolobus
  - Släkte Flientiella
  - Släkte Porphyridium
  - Släkte Sarcoderma
  - Släkte Timspurckia

Uppställningen följer Algaebase.